# Кунгурка (приток Чусовой)
Кунгу́рка — река в Свердловской области России, левый приток реки Чусовая. Устье находится в 489 км от её устья, возле посёлка Чусовая. Длина водотока 18 км, водосборная площадь 90,6 км².
В реке водятся окунь, щука, чебак, лещ, ранее встречался хариус. В селе Кунгурка на реке имеется пруд.